# あいま祐樹
あいま 祐樹（あいま ゆうき）は、日本の作家。2012年に『オレ様先生』で第11回『このミステリーがすごい!』大賞に応募し二次選考に残るも落選。しかし、2013年に隠し玉（編集部推薦）としてのデビューが決定した。東京都生まれ、広島県育ち。慶應義塾大学卒業。

## 作品

### 残留思念捜査シリーズ
- 『残留思念捜査（サイコメトリー）オレ様先生と女子高生・莉音の事件ファイル』（2013年8月・宝島社）
- 『残留思念捜査（サイコメトリー）消えた名門女子高生』(2015年4月・宝島社）

### 千里眼探偵部シリーズ
- 『千里眼探偵部(1)チーム結成!』(2016年12月・講談社 青い鳥文庫）
- 『千里眼探偵部(2)パークで謎解き!?』（2017年4月・講談社 青い鳥文庫）
- 『千里眼探偵部(3)海賊のお宝をさがせ!』（2018年5月・講談社 青い鳥文庫）